# 國立臺灣博物館

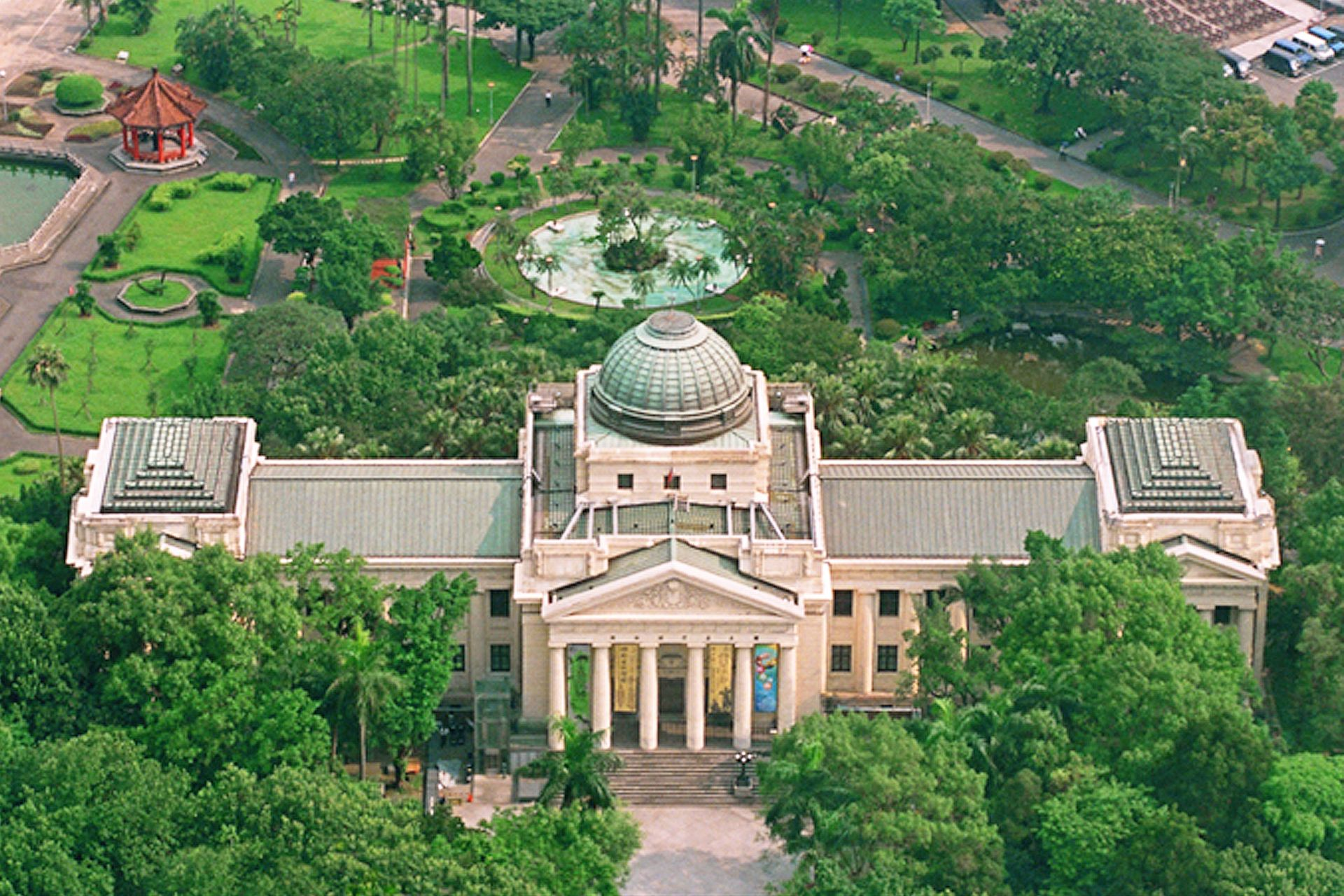
位於二二八公園的臺博館本館

國立臺灣博物館（簡稱臺博館、臺灣博物館）是臺灣一座公立博物館，隸屬於中華民國文化部。該館始建於日治時代，是臺灣歷史最悠久的博物館。館內今年動盪嚴重。本館位於臺北市二二八和平紀念公園北側，另於台北市內設有數處館區。本館建物以前身「臺灣總督府博物館」之名被列為中華民國國定古蹟。

## 沿革

### 臺灣日本時期

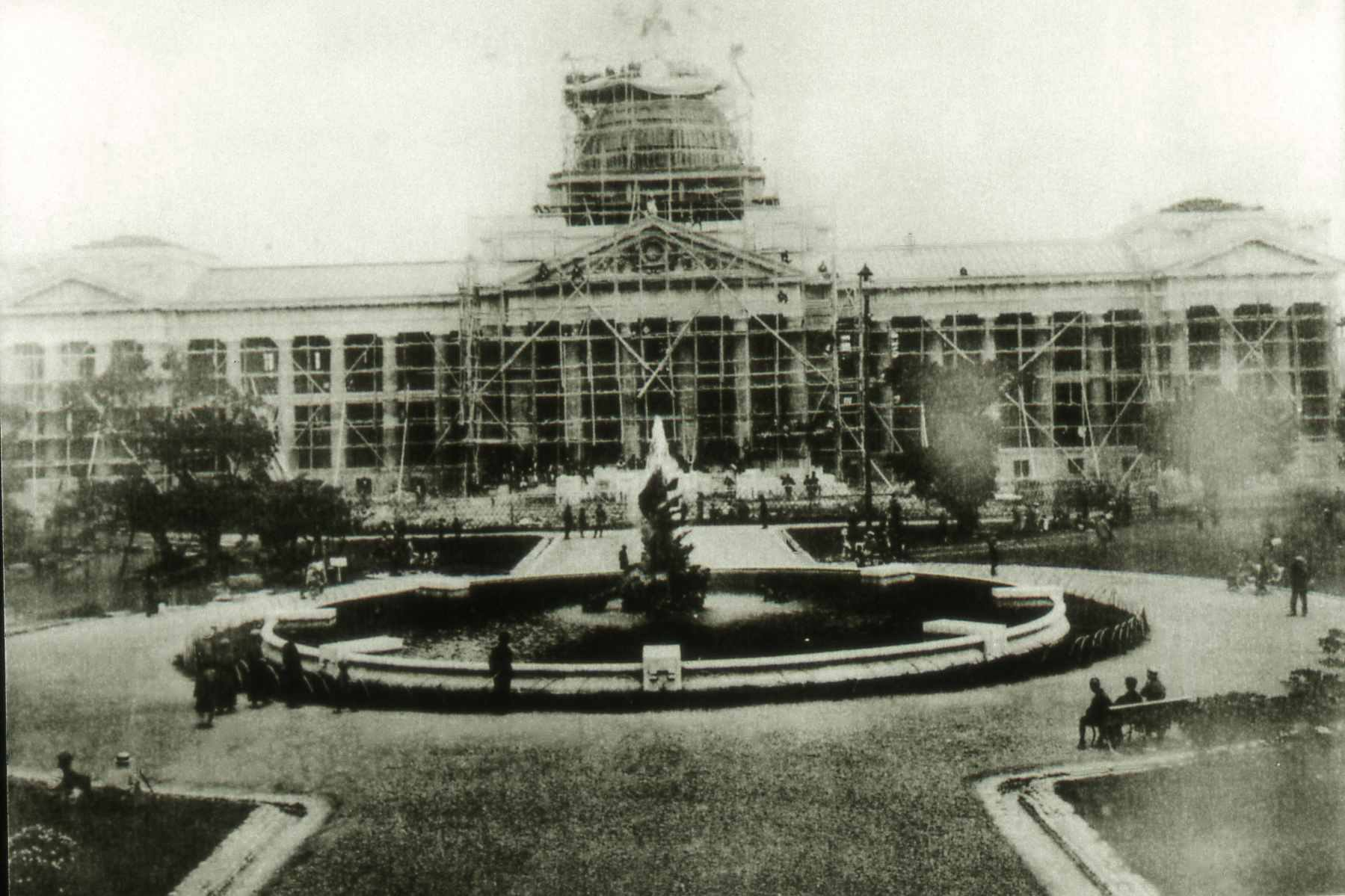
仍在建造中的臺灣總督府博物館，攝於1908年至1915年間。

日治時期明治三十二年（1899年），因應需舉辦各種農產品評會和展覽會活動，展示殖民地資源，臺灣總督府頒布了《台灣總督府民政局物產陳列館規則》，並在臺北市成立了台灣總督府民政部物產陳列館。該館展示了工業、美術、農園藝等產業的物品收藏後於明治四十一年（1908年）10月24日，更改為臺灣總督府民政部殖產局附屬博物館）。隨後明治41年（1908年）10月24日，該館更名為「台灣總督府民政部殖產局附屬博物館」，並使用原總督府彩票局的建築作為館址，陳列有關臺灣本島學術、技藝和產業所需的標本供公眾觀賞。

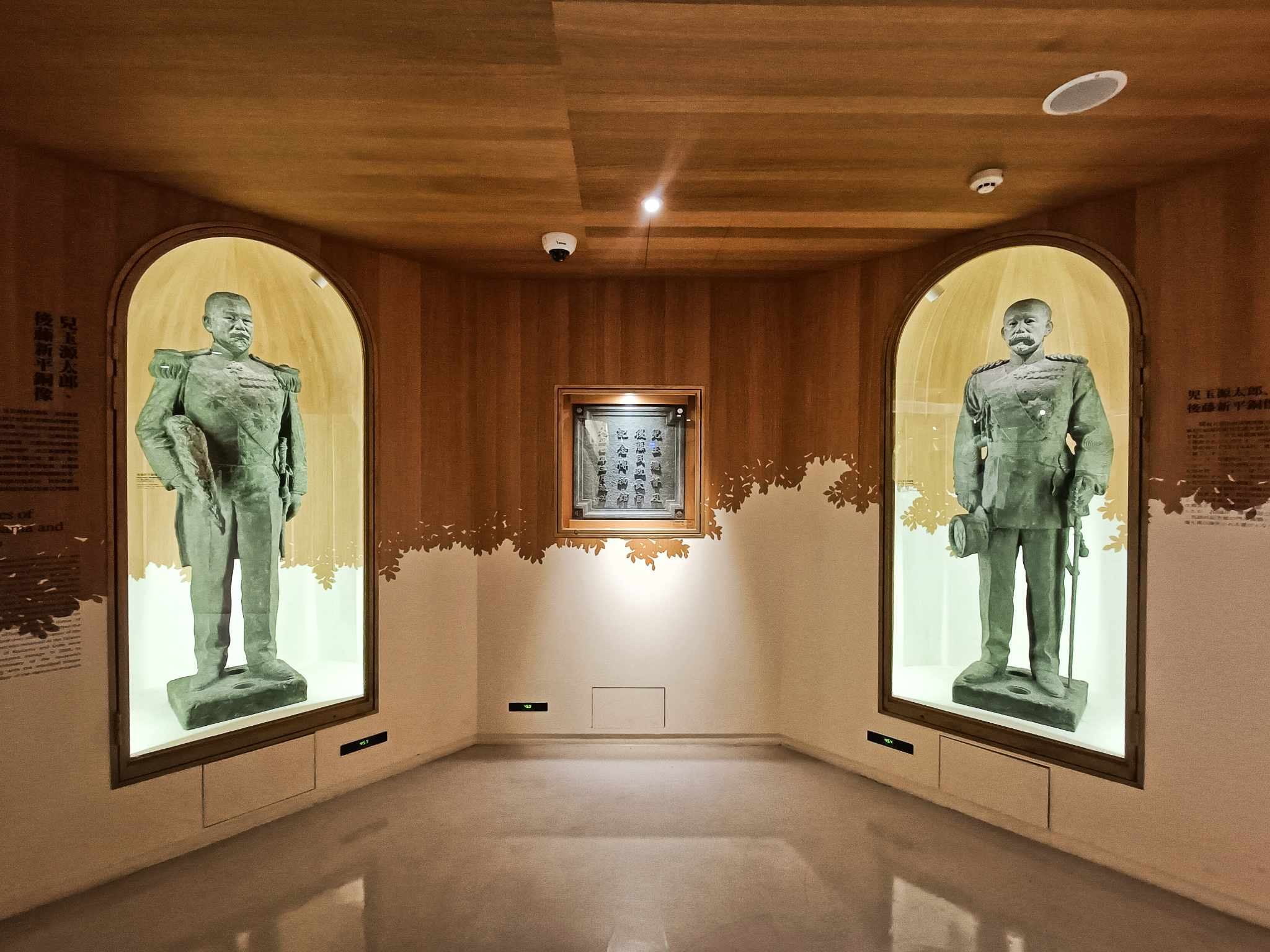
後藤新平與兒玉源太郎銅像，原展示於大廳兩側壁龕，目前於本館三樓陳列

大正2年（1913年），為紀念第四任台灣總督兒玉源太郎與民政長官後藤新平，臺灣民政長官祝辰巳向民間募款，籌建了總共256,101日幣的「兒玉總督暨後藤民政長官紀念館」。紀念館選址於臺北大天后宮早於大正元年（1912年）因颱風嚴重損壞而拆除的遺址上。總督府委託時任土木課技師的日籍建築師野村一郎和技手荒木榮一設計紀念館，建築採用了西洋古典風格，並在山牆上使用了巴洛克艺术時期的雕刻裝飾。紀念館於同年4月1日正式動工，並在大正4年（1915年）完工並移至新址，後來委員會將其捐贈給總督府作為臺灣總督府博物館的使用。彩票局的舊博物館廳舍則陳列南洋諸島參考文物作為分館，完工後， 闲院宫载仁亲王夫婦曾於大正5年（1916年）來館參觀。
館舍最初具有歷史室、動植物室、高砂族室，華南南洋地質礦物室等展覽空間，典藏品以臺灣本土及南洋之人類學、地學、動物學、植物學之標本與文物為主，亦定期作為臺灣總督府美術展覽地點使用，該博物館的首任館長川上龍瀰致力於高山植物的研究，同時，人類學家森丑之助也在博物館擔任研究員，共同收集了許多自然標本和原住民族的生活用品，這些收藏品陳列在博物館內。中央大廳兩側壁龕豎立由雕刻家新海竹太郎所塑的兒玉源太郎、後藤新平銅像，兩座銅像在1945年後放置於博物館庫房典藏，原壁龕改為兩座大型景泰藍花瓶，為某任臺灣總督捐贈該館的精品，內胎為銅胚，外表為陶瓷。兩座銅像在2008年臺博館成立百年公開展示後，現陳列於三樓陳列室。
大正6年（1917年）3月15日，分館廢止，全部陳列品移至總館並新設南洋室。原分館的彩票局大樓改作為臺灣總督府圖書館使用。同年，5月將殖產類標本移交臺北植物園商品陳列館。此後，博物館管理曾數次變更，包括大正9年（1920年）總督府博物館改隸內務部，並在大正15年（1926年）再改隸於文教局。
大正12年（1923年）4月16日至27日，在時任攝政兼皇太子裕仁造訪臺灣的行程當中，於4月24日來到總督府博物館來參觀，博物館館長和職員們則在館前廣場迎接皇太子。此外，博物館定期作為重要展覽會之主會場使用，包括大正14年（1925年）始政三十周年紀念展覽會期間作為第一會場。以及昭和10年（1935年）始政四十周年記念臺灣博覽會期間，總督府博物館被選定作為第二會場的第一文化設施館，展示教育、學藝、社會事業、保險、衛生等文物。，為發展旅遊及文化發展，博物館協會曾於1934年召開第一回「全島博物館協議會」，決定今後每年選聯合舉辦「臺灣博物館週」之系列活動。
1944年，由於第二次世界大戰影響，博物館10月03日起由總督府暫時關閉。1945年由於美軍所發動的轟炸行動，使得總督府博物館遭到波及破壞。

### 戰後時期

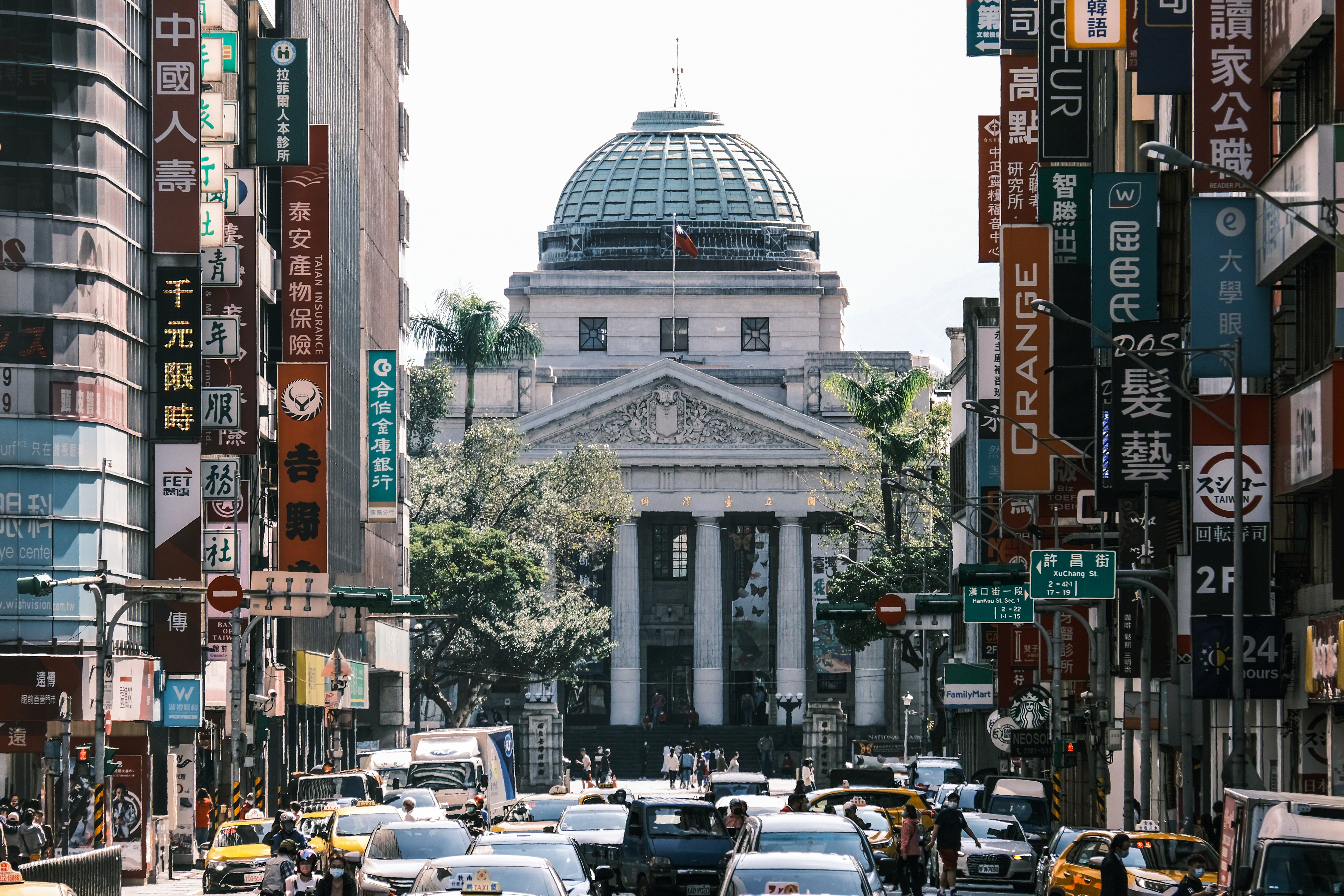
自館前路望向臺博館

第二次世界大戰結束後，中華民國接管臺灣，臺灣總督府博物館於1945年11月改制為臺灣省博物館，隸屬於臺灣省行政長官公署；經過整峻與修復後。一樓做臺灣省行政長官公署圖書館；二樓為博物館展示之用。1949年再更名為臺灣省立博物館，隸屬於臺灣省政府。
1961年3月，中國農村復興聯合委員會（農復會）於博物館舉辦臺灣省農業建設展覽會，該展覽被視為戰後第一次大規模的展覽會，將農業、林業等當時最新資訊展示給民眾瞭解。其中，林業資料由林業試驗所負責提供。
1991年至1996年，臺灣省立博物館由臺灣省政府住宅及都市發展局市鄉規劃處建築處主辦修復工程，漢寶德主持漢光建築師事務所承接調查研究及設計監造、慶仁營造承作，以木桁架被蟲蛀蝕損毀為由，將日本時代木桁架屋頂拆除改為鋼構屋頂，增加三樓，由於不列入古蹟指定，該工程曾引起古蹟修復爭議。
1999年，因臺灣省政府虛級化，改由行政院文化建設委員會（今中華民國文化部）管理，並更名為國立臺灣博物館。
2002年3月31日，由於三三一大地震影響使建築屋頂塌陷，李乾朗擔任緊急應變小組召集人辦理「三三一震災搶修計畫書」震害評估與補強規畫及修復工程設計，陳報臺北市政府與內政部審核後辦理補強規畫及修復工程，並自2003年起成立短期性任務的「館舍修復工程小組」進行整修改建，包括館前廣場景觀設計、拆除廣場外金屬欄杆，重整內部設備管線，拆除二、三樓間局部樓板，改造入口、服務臺、洗手間及視聽室，全館則於2005年05月18日重新開館。2006年，連同勸業銀行舊廈、三井物產株式會社舊廈、台灣總督府交通局鐵道部、專賣局台北南門工場等共6處古蹟整合，納入「首都核心區啊博物館計畫」。
2008年5月18日，時逢建館百年推出「百年物語：臺灣博物館世紀典藏特展」，以國立臺灣博物館人類學、地學、動物學與植物學的典藏為主體，回顧館史上重要收藏者與研究者如首任館長川上瀧彌、人類學者森丑之助、昆蟲學家素木得一、北投石發現者岡本要八郎、植物學者島田彌市、佐佐木舜一、歷史學者尾崎秀真、博物學者堀川安市、光復後首任館長陳兼善與人類學者陳奇祿等人的學術志業。
2014年，臺灣博物館啟動「新世紀常設展」更新計畫。2017年推出首部曲「發現臺灣」常設展，2020年展出二部曲「臺灣．我的家」兒童探索展，第三部曲「博物臺灣」常設展則於2021年揭幕。其中「博物臺灣」以人類學、地學、動物學、植物學門特有的展品為主，展出藏品計903件；另外配合各主題單元展示需求，徵集標本與新製模型等展品計811件，共1700餘件展品，包括其中包含《康熙臺灣輿圖》數位重建版、《鄭成功畫像》、《藍地黃虎旗》數位重建版；徐澍《臺灣番社圖》、臺灣雲豹標本、早坂犀骨架復原模型。

### 歷任館長

#### 日治時期

##### 民政部殖產局附屬博物館長
| 1                                    |  | 川上瀧彌 (1871–1915) | 1908年10月24日 | 1911年6月21日 |                        |
| 2                                    |  | 立川連 (1877–？)     | 1911年6月21日  | 1912年5月30日 | 以殖產局商工課長兼任。 |
| 3                                    |  | 川上瀧彌 (1871–1915) | 1912年5月30日  | 1915年8月21日 |                        |
| 空缺（1915年8月21日－1915年8月30日） |  |                      |                |               |                        |
| 4                                    |  | 田阪千助 (1884–？)   | 1915年8月30日  | 1919年8月20日 | 以殖產局商工課長兼任。 |

##### 附註
1. ↑  卒於任內。

#### 殖產局附屬博物館長
| 任次 | 肖像 | 姓名 (生–卒)       | 在任時間      | 在任時間      | 備註                   |
| ---- | ---- | ------------------ | ------------- | ------------- | ---------------------- |
| 4    |      | 田阪千助 (1884–？) | 1919年8月20日 | 1920年10月9日 | 以殖產局商工課長兼任。 |

##### 附註
1. ↑  原民政部殖產局附屬博物館長。

##### 內務局附屬博物館長
| 任次 | 肖像 | 姓名 (生–卒)         | 在任時間       | 在任時間       | 備註                                   |
| ---- | ---- | -------------------- | -------------- | -------------- | -------------------------------------- |
| 1    |      | 田阪千助 (1884–？)   | 1920年10月9日  | 1920年11月10日 |                                        |
| 2    |      | 生駒高常 (1889–1955) | 1920年11月10日 | 1926年10月12日 | 以內務局學務課長（後為文教課長）兼任。 |

##### 文教局附屬博物館長
| 任次 | 肖像 | 姓名 (生–卒)         | 在任時間       | 在任時間       | 備註                   |
| ---- | ---- | -------------------- | -------------- | -------------- | ---------------------- |
| 1    |      | 坂口主稅 (1899–1981) | 1926年10月12日 | 1928年9月18日  | 以文教局社會課長兼任。 |
| 2    |      | 竹下豐次 (1887–1978) | 1928年9月18日  | 1929年6月3日   | 以文教局社會課長兼任。 |
| 3    |      | 野口敏治 (1889–1944) | 1929年6月3日   | 1931年5月23日  |                        |
| 4    |      | 江藤昌之 (1883–1984) | 1931年5月23日  | 1932年9月30日  |                        |
| 5    |      | 高橋秀人 (？–？)     | 1932年9月30日  | 1933年10月3日  | 以文教局社會課長兼任。 |
| 6    |      | 王野代治郎 (1893–？) | 1933年10月3日  | 1936年10月20日 | 以文教局社會課長兼任。 |
| 7    |      | 慶谷隆夫 (1883–1984) | 1936年10月20日 | 1939年12月27日 | 以文教局社會課長兼任。 |
| 8    |      | 立川義男 (1898–？)   | 1939年12月27日 | 1941年6月6日   | 以文教局社會課長兼任。 |
| 9    |      | 堀克夫 (1902–？)     | 1941年6月6日   | 1943年6月24日  | 以文教局社會課長兼任。 |
| 10   |      | 柴山峰登 (？–？)     | 1943年6月24日  | 1945年10月25日 | 以文教局社會課長兼任。 |

#### 戰後時期
| 任次 | 姓名   | 任期                       | 隸屬                                                        | 備註                                                |
| ---- | ------ | -------------------------- | ----------------------------------------------------------- | --------------------------------------------------- |
| 1    | 陳兼善 | 1945.10－1955.4            | 臺灣省行政長官公署（1947年前） 臺灣省政府教育廳（1947年後） | 臺灣省博物館（1949年前） 臺灣省立博物館（1949年後） |
| 2    | 李熙謀 | 1955.5－1956               |                                                             |                                                     |
| 3    | 劉衍   | 1956－1979                 |                                                             |                                                     |
| 4    | 王天燧 | 1979－1982                 |                                                             |                                                     |
| 5    | 楊仕俊 | 1982－1990                 |                                                             |                                                     |
| 6    | 呂木琳 | 1990－1992                 |                                                             |                                                     |
| 7    | 陸正瑤 | 1992－1994                 |                                                             |                                                     |
| 8    | 王漢源 | 1994－1995                 |                                                             |                                                     |
| 9    | 施明發 | 1995－1999                 | 臺灣省政府文化處（1997年前）                                |                                                     |
| 10   | 莊維成 | 1999－2000                 | 行政院文化建設委員會                                        | 國立臺灣博物館                                      |
| 11   | 安奎   | 2000－2002                 |                                                             |                                                     |
| 12   | 徐水仙 | 2002－2004                 |                                                             |                                                     |
| 13   | 蕭宗煌 | 2004－2012.5               |                                                             | 原任高雄市立美術館館長                              |
| 14   | 陳濟民 | 2012.5－2016.11            | 文化部                                                      |                                                     |
| 15   | 洪世佑 | 2016.11－2024.11           |                                                             |                                                     |
| 16   | 陳登欽 | 2024.11－現任(造成離職潮） |                                                             |                                                     |

## 場館
展館
| 展館名稱           | 館址                        | 備註                                                 |
| ------------------ | --------------------------- | ---------------------------------------------------- |
| 臺灣博物館（本館） | 臺北市中正區襄陽路2號       | 前兒玉總督暨後藤民政長官紀念博物館、前臺灣省立博物館 |
| 土銀展示館         | 臺北市中正區襄陽路25號      | 前日本勸業銀行臺北支店、前臺灣土地銀行總行           |
| 南門園區           | 臺北市中正區南昌路一段1號   | 前臺灣總督府專賣局臺北南門工場、前臺灣省樟腦廠       |
| 鐵道部園區         | 臺北市大同區延平北路一段1號 | 前臺灣總督府交通局鐵道部、前臺灣鐵路管理局局址       |

行政部門
| 名稱         | 地址                      | 備註         |
| ------------ | ------------------------- | ------------ |
| 館前行政大樓 | 臺北市中正區館前路71號5樓 | 館前聯合大樓 |

首都核心區臺灣博物館系統（另有「首都核心區博物館」等稱呼），為當時文建會於2005年啟動的大型博物館系統計畫，計畫以臺博館為中心，串聯附近日治時代的古蹟建築，建構一個屬於臺灣的自然史博物館園區，並與博愛特區內的總統府、台北賓館、台北二二八紀念館等歷史建物結合，成為國內外民眾認識臺灣歷史的最佳門戶。
- 國立臺灣博物館擴建計畫
  - 臺灣總督府博物館（國定古蹟，臺博館主館）
  - 勸業銀行舊廈（國定古蹟，臺博館土銀展示館，原土銀總行）
  - 臺灣總督府專賣局臺北南門工場（國定古蹟，臺博館南門園區）
  - 臺灣總督府交通局鐵道部（國定古蹟，臺博館鐵道部園區，原臺灣鐵路局局址）

https://www.facebook.com/share/p/19oqraRxTT/?mibextid=wwXIfr
另外還將修復以下古蹟，未來陸續納入臺灣博物館系統之中。
- 專賣局（國定古蹟，臺灣菸酒公司總公司址，未來計劃移轉作為產業展示館之用）
- 臺灣總督府交通局遞信部（市定古蹟，原交通部本部所在，今國史館館本部）
- 三井物產舊廈（市定古蹟，目前仍為土銀總行辦公室）

### 本館

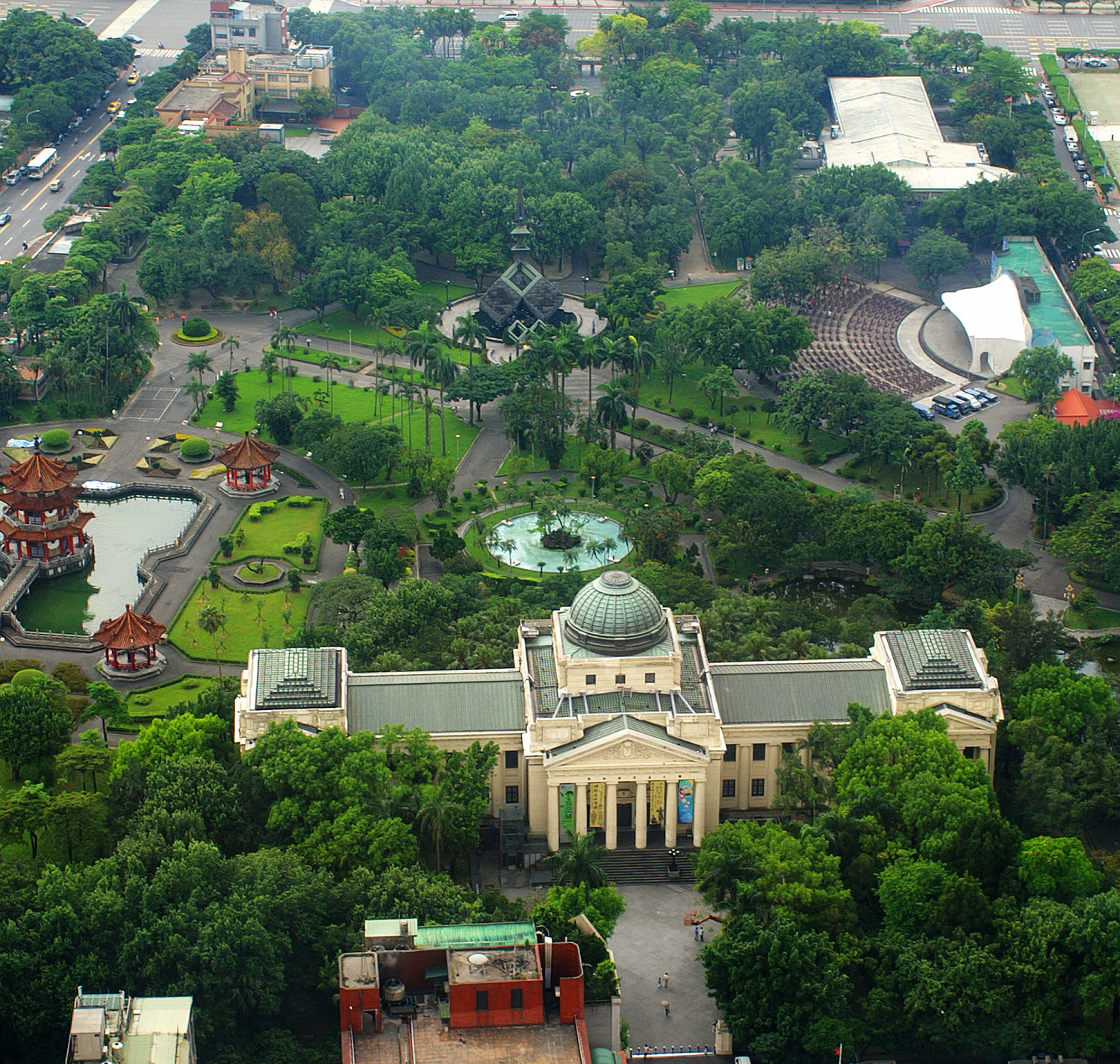
位於二二八公園北側的臺博館

#### 建築設計

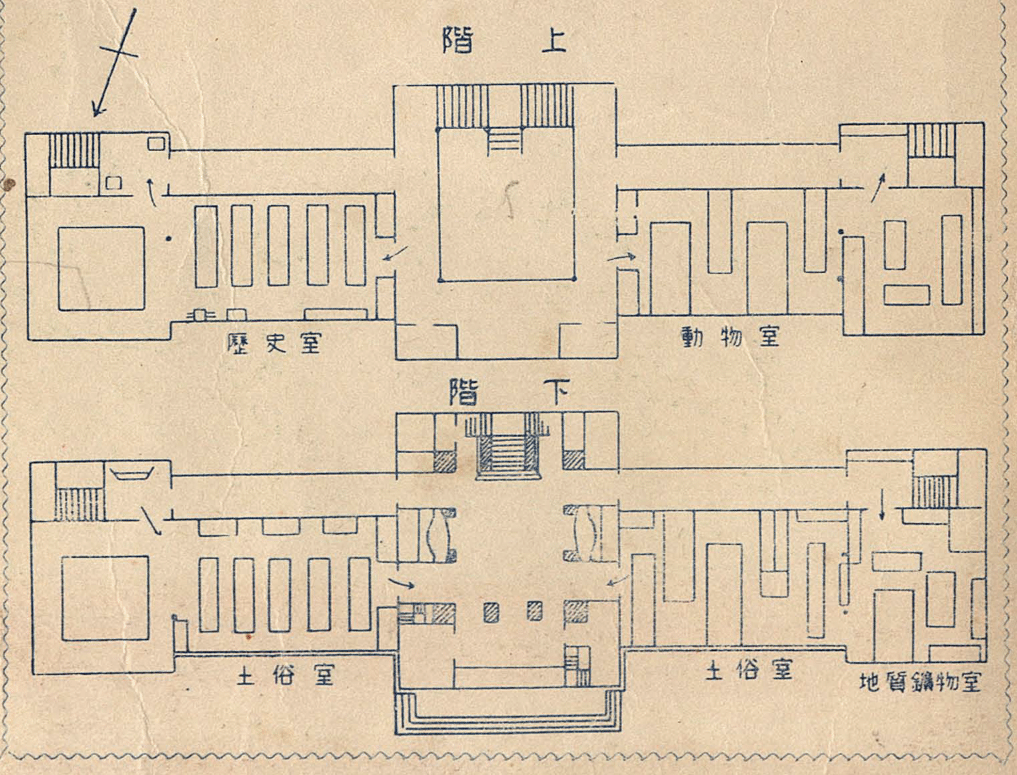
館內構造圖，昭和八年（1933年）
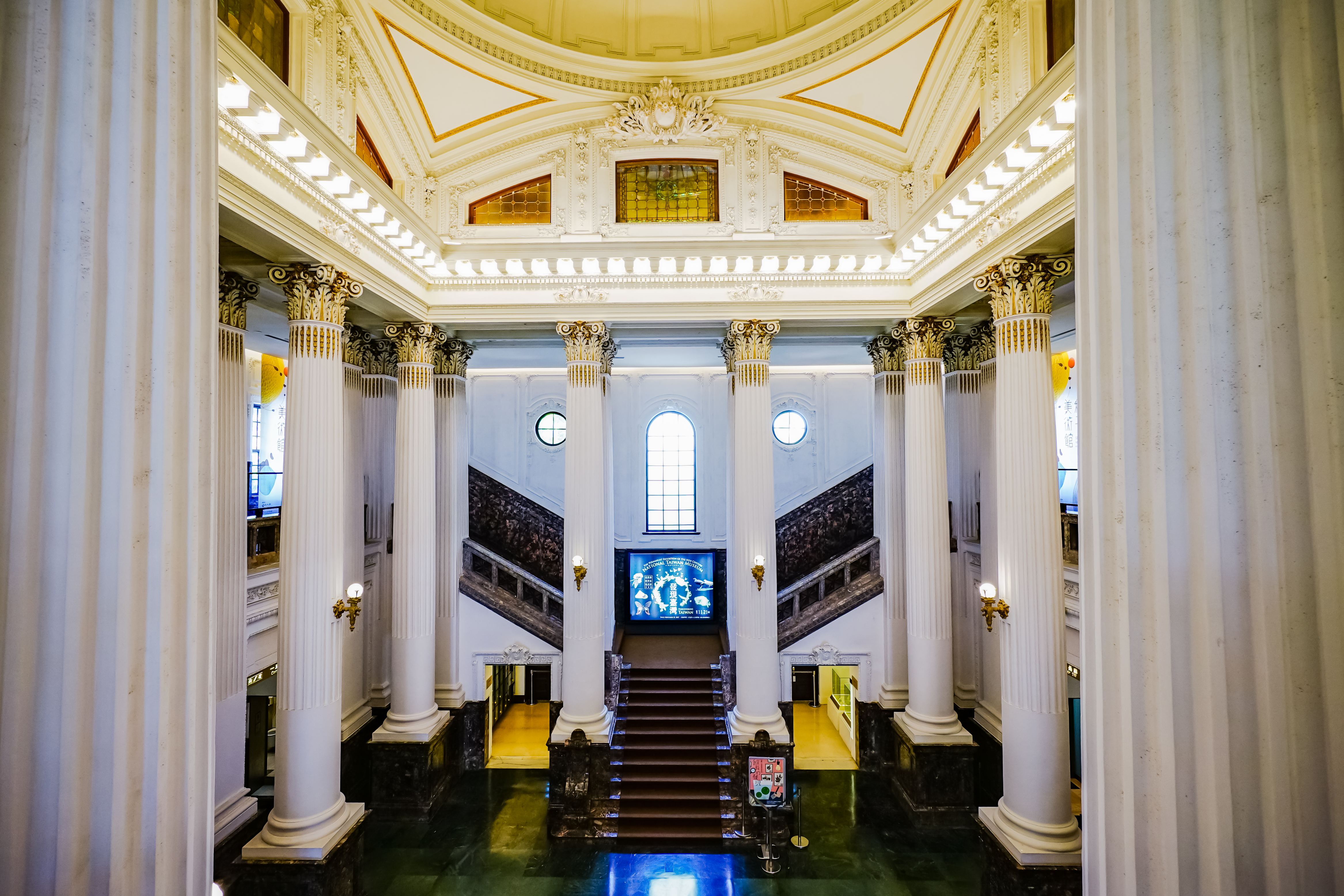
大廳
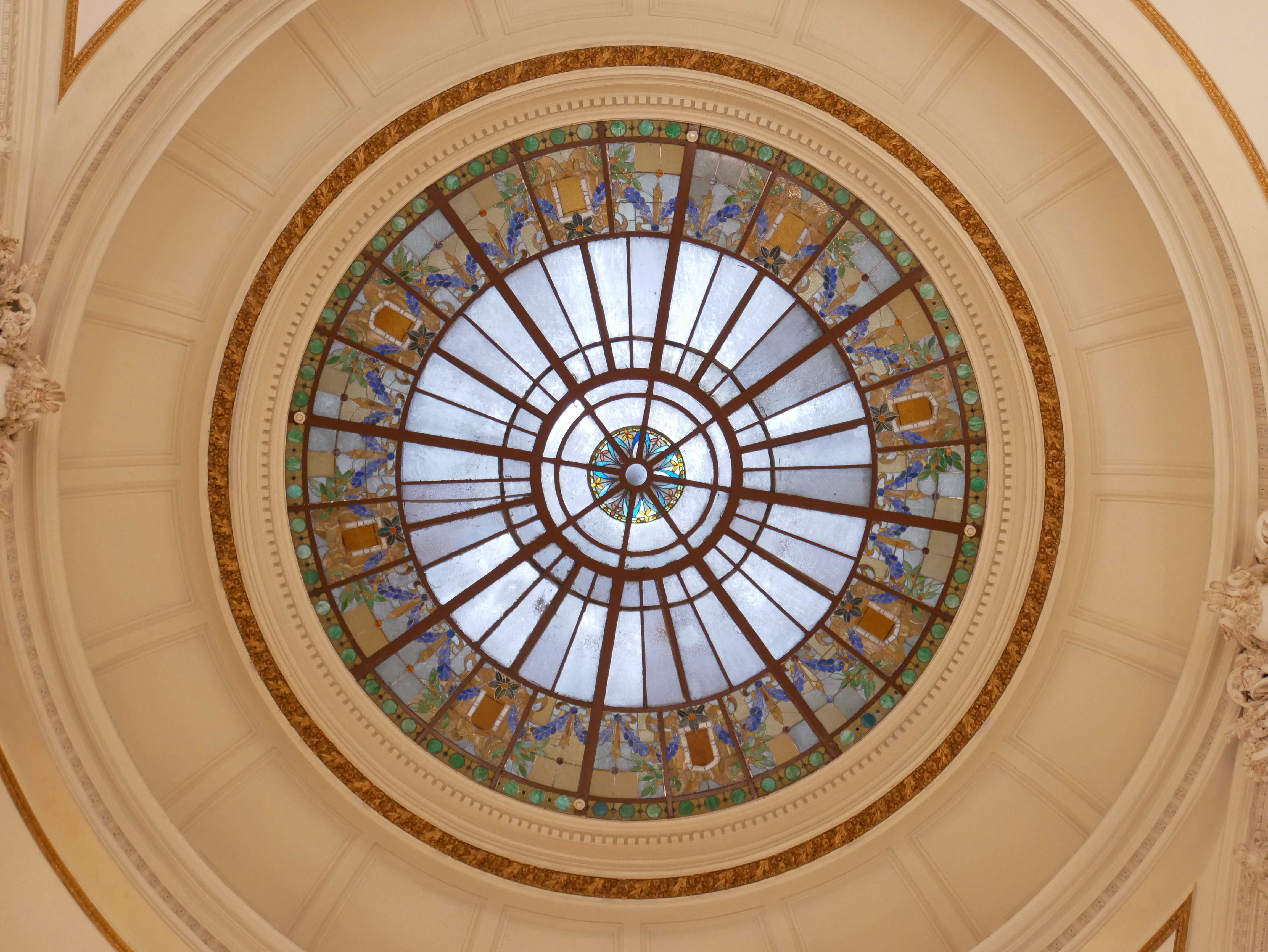
大廳花窗玻璃穹頂

臺灣博物館廳舍工程費27萬圓，總建坪510坪（約1,688平方公尺），由總督府技師野村一郎、技手荒木榮一設計，高石組高石忠慥承攬建築營造、原田金次郎承攬電燈工程，技師近藤十郎、吉良宗一擔任監造。該建築為新古典主义建筑，並運用三角形山頭和古典柱式，外觀以多立克柱式柱式為主，平面呈左右對稱，中央入口處設有圓頂。建築的兩翼空間被用作展覽室，原本擁有大跨距完整的木桁架結構，但近年已被拆除並改裝為剛桁架結構，形成樓中樓結構。其中山牆位於建築物的正立面入口上方，飾有泥塑的盾牌勳章和捲曲的花草紋飾，呈現複雜而細緻的設計。背面的山牆則以草環裝飾搭配蒲葵葉和花草紋飾，與正面形成前後不同的風格。。
該建築的中央主體部分採用當時先進的鋼筋混凝土構造技術，而左右翼棟則結合了磚牆和鋼筋混凝土構造，屋頂則使用木材鋪設銅板瓦。地下室的地板採用混凝土和瀝青的水泥塗層，以防止白蟻和防水功能。左右翼樓的一層和二層使用鋼筋混凝土樓板鋪設木地板，木地板上鋪亞麻油毯，陽台鋪設日本製地磚。中央主體的一樓廣間鋪設美濃國赤坂產的黑大理石和水戶產的白寒水石，中央部分使用大理石馬賽克拼貼，玄關、通道等鋪設德國產地磚。二樓的迴廊使用臺灣產白大理石和黑板岩，休憩室鋪設木地板上鋪亞麻油毯。壁面的腰板和踢腳板使用美濃赤坂產更紗大理石，扶手格子為黃銅，休憩室的踢腳板和腰企口板使用櫸木。外部裝飾，基礎石和正面、背面中央樓梯使用安山岩，腰板以上使用洗石子。，中央樓梯梯口的左右柱子使用日本進口角礫岩進行雕刻，壁龕和柱基也是使用角礫岩製作而成。由於落成時，館員已感到空間相對狹窄，因此地下室也被用作展示室及準備室使用。
大廳是專為儀式性紀念活動而設計，周圍有32根高32尺、直徑2尺7寸的混合柱式。大廳的穹窿圓頂採用臺灣最大的鑲嵌玻璃天花板，採光穹頂下方的鑲嵌玻璃天花板離地板高度為54尺，其穹頂圖案包括兒玉家和後藤家的家紋「軍配団扇に五枚笹」（指揮扇與五竹葉）和「下がり藤」（藤花），圖案還可見於柱身壁燈座兩側的浮雕上。1962年3月8日，浙江鄞縣王國恩曾協助進行修繕玻璃工程。
2002年透過國立臺北科技大學建築系王惠君邀請日本玲光社彩色鑲嵌玻璃工房專家勘查和檢測，瞭解彩色鑲嵌玻璃老化和損壞狀況，並先以臨時修補方式來進行強化。直到2004年4月依法完成相關行政程序後，委託日本玲光社彩色鑲嵌玻璃工房，進行圓頂下方彩色鑲嵌玻璃的構件修復工程，鑲嵌玻璃則正式進行全面性修繕和復舊工作。

#### 展覽

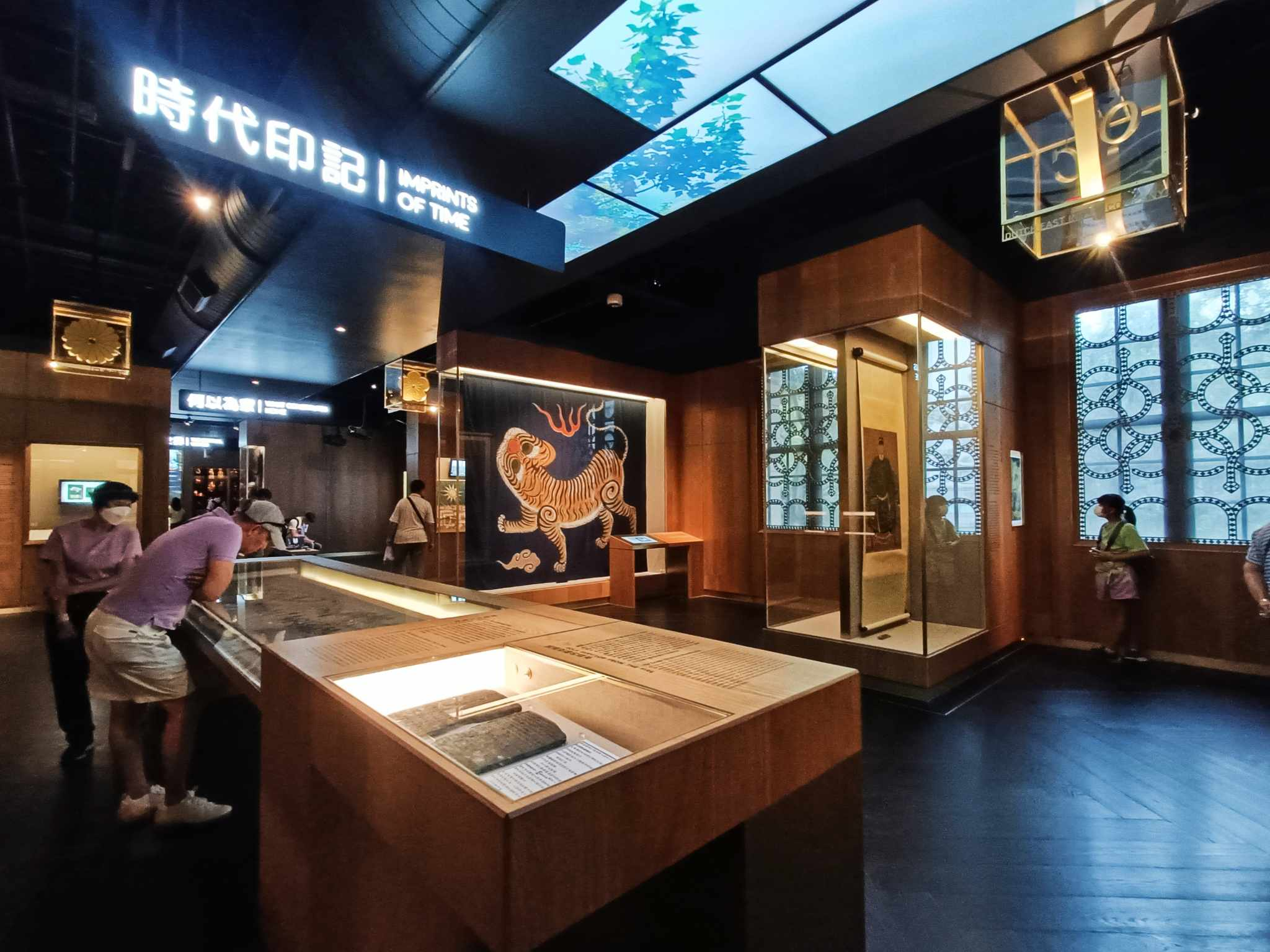
當前的「浮生‧臺灣」常設展覽
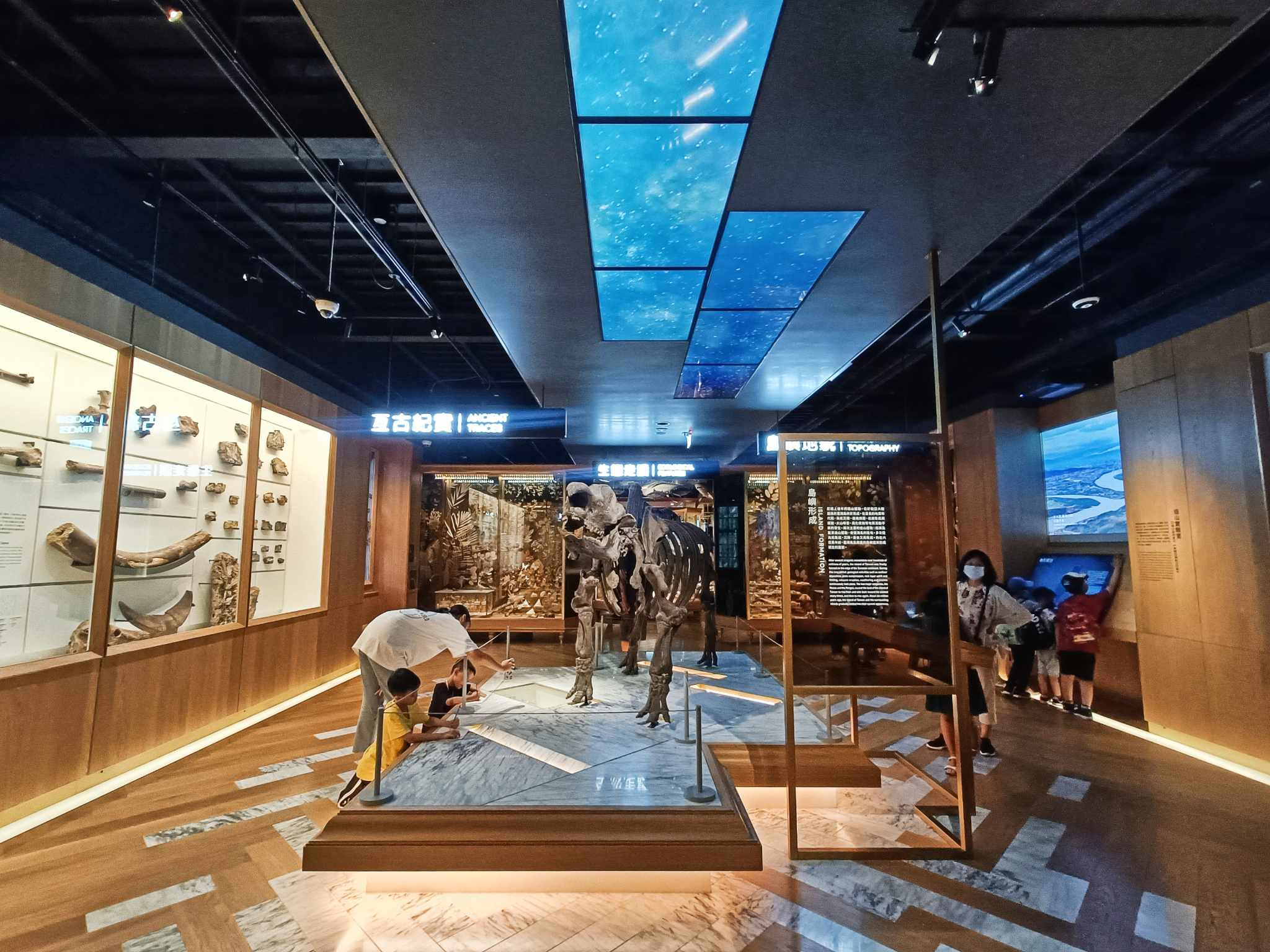
大廳「自然‧臺灣」常設展覽

國立臺灣博物館的主要館藏主要涵蓋臺灣人文史料和自然產物，以地質、礦物、動物、植物、原住民以及歷史為主要收藏範疇。此外，還收藏農業、水產、工藝、貿易、林业等相關資料，並保存近四萬件標本。2005年至2017年期間，博物館的二樓展區曾以「臺灣生物」和「臺灣原住民」為主題進行常設展覽。
由於主館建築歷史久遠，無法提供更多的展示和收藏空間，因此在1994年啟用了附近徐州路的「研究典藏大樓」（原臺灣書店辦公室，今教育部第三辦公室），用於收藏博物館內的文物和進行行政研究（不對公眾開放）。根據文化部的計劃，國立臺灣博物館正在進行擴建計畫，其中臺博館土銀展示館於2010年2月21日率先啟用，臺博館南門園區則於2013年11月30日開館。在進行擴建同時，博物館於2013年由照明設計師羅伊真進行了燈光規劃，其成果獲得了肯定並獲得獎項。此外，鐵道部園區於2017年7月開始提供預約參觀，並於2020年7月7日完成修復工作並正式對外開放。。

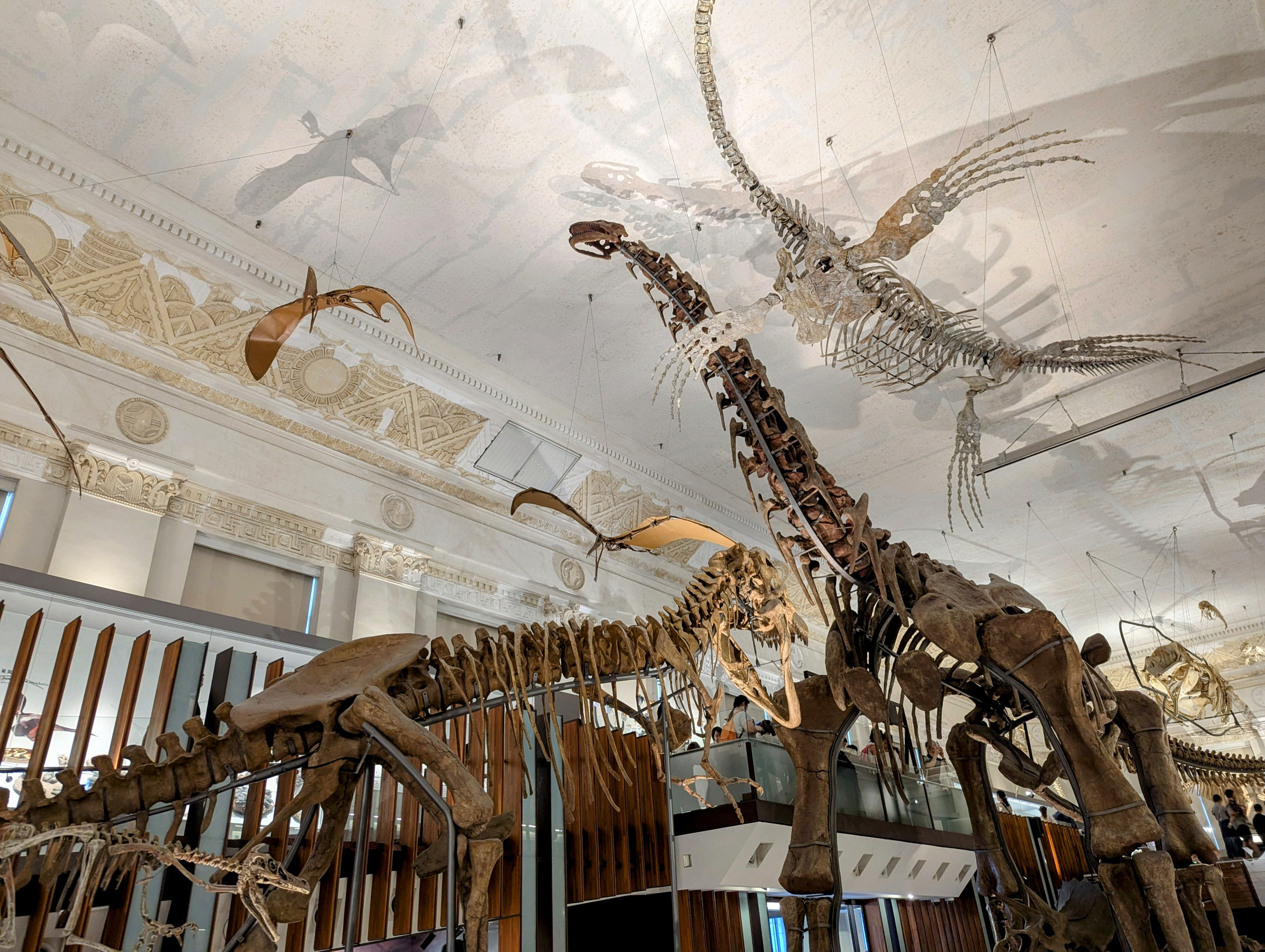
土銀展示館「生命的史詩－與演化共舞」展
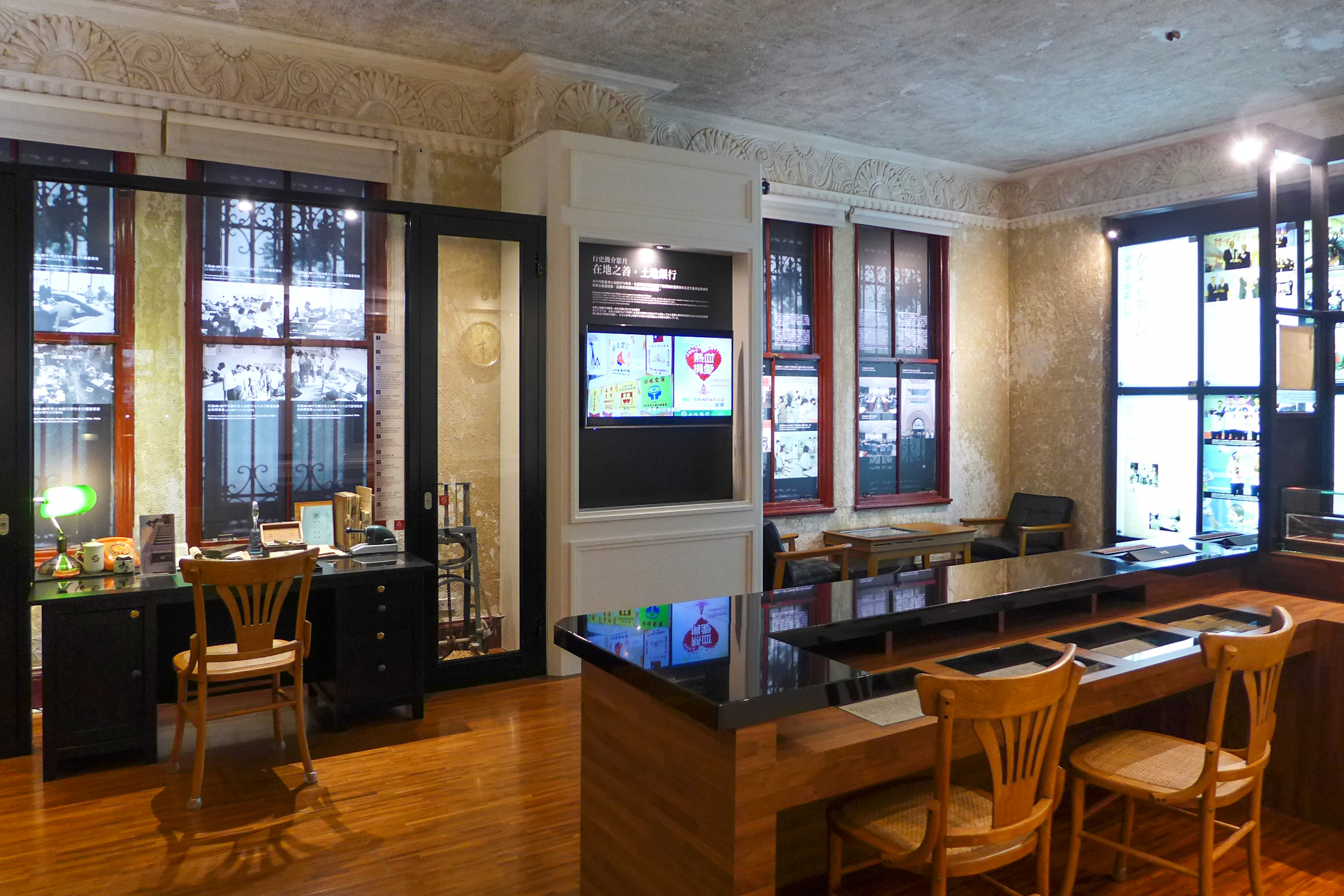
土銀展示館「土銀行史室」展

常設展覽
位於本館2F及3F。依照「臺博館新世紀常設展」計畫，分為三部曲：
- 首部曲：發現臺灣-重訪臺灣博物學與博物學家的年代（2017）：第一個單元「發現之道」聚焦於20世紀初博物學家的調查傳統，以及當時博物學家「標本中發現自然秩序」的信念，展示包含森丑之助與菊池米太郎的蒐藏文物及現地採集的物質；第二個單元「臺灣新象」描述國立臺灣博物館歷史上重要的博物學者及其重要發現，包含寬尾鳳蝶標本、黑長尾雉標本、北投石標本、龍宮翁戎螺標本、早坂犀標本等；第三個單元「過去的未來」則反思博物館在社會中的角色，探討博物館的意義，包含臺灣雲豹標本。

- 二部曲：臺灣．我的家-兒童探索展（2020）：為兒童設計的展區，分為六大單元：「石頭會說話」、「森林遊樂園」、「候鳥的小島旅行」、「小島的從前從前」、「海島的輪廓」、以及「生生不息」，從自然及人文雙向切入，讓小朋友了解臺灣。

- 三部曲：博物臺灣（2021）：分為「自然‧臺灣」與「浮生‧臺灣」兩大展區，以臺博館特有蒐藏或具代表性的標本為重心，展現臺灣的在地特殊性與歷史新定位，並強調人文與自然交融的新時代觀點，呈現臺灣環境樣態與歷史文化。「自然臺灣」以臺灣這方島嶼的環境與生命為主角，描述過去、現在，甚至是想像未來的生命樣貌，和生命在環境中互相擾動、交融的現象；「浮生臺灣」則透過臺博館百年的人文收藏呈現古往今來臺灣的芸芸眾生，以及他（她）們在各自時空下所留下的浮光掠影，呈現出一個關於「臺灣與臺灣人」的故事。

當期展覽
隨時間而不同。
戶外展覽
主要有臺灣神社銅牛、急公好義坊、黃氏節孝坊、臺灣廣播電臺放送亭、臺北大天后宮柱珠遺跡、巨石文化古物、臺灣最初使用的鐵路蒸氣機車（騰雲號與台鐵九號）等。

#### 鎮館之寶
「國姓爺鄭成功御真」、「康熙臺灣輿圖」以及高橋雲亭摹繪的「臺灣民主國國旗藍地黃虎旗」並列為為館內典藏的三大鎮館之寶。「鄭成功御像」、「康熙臺灣輿圖」及「藍地黃虎旗」已被文化部頒綬為國寶。

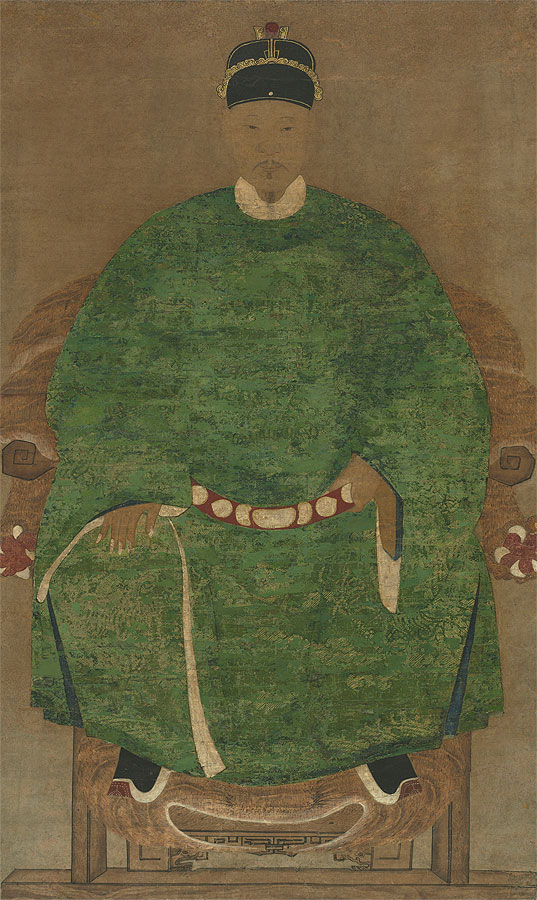
國姓爺鄭成功御真
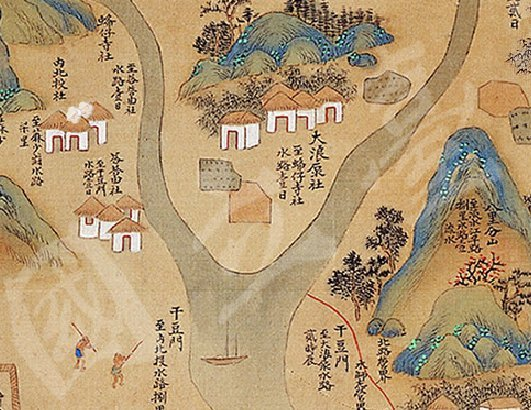
康熙臺灣輿圖
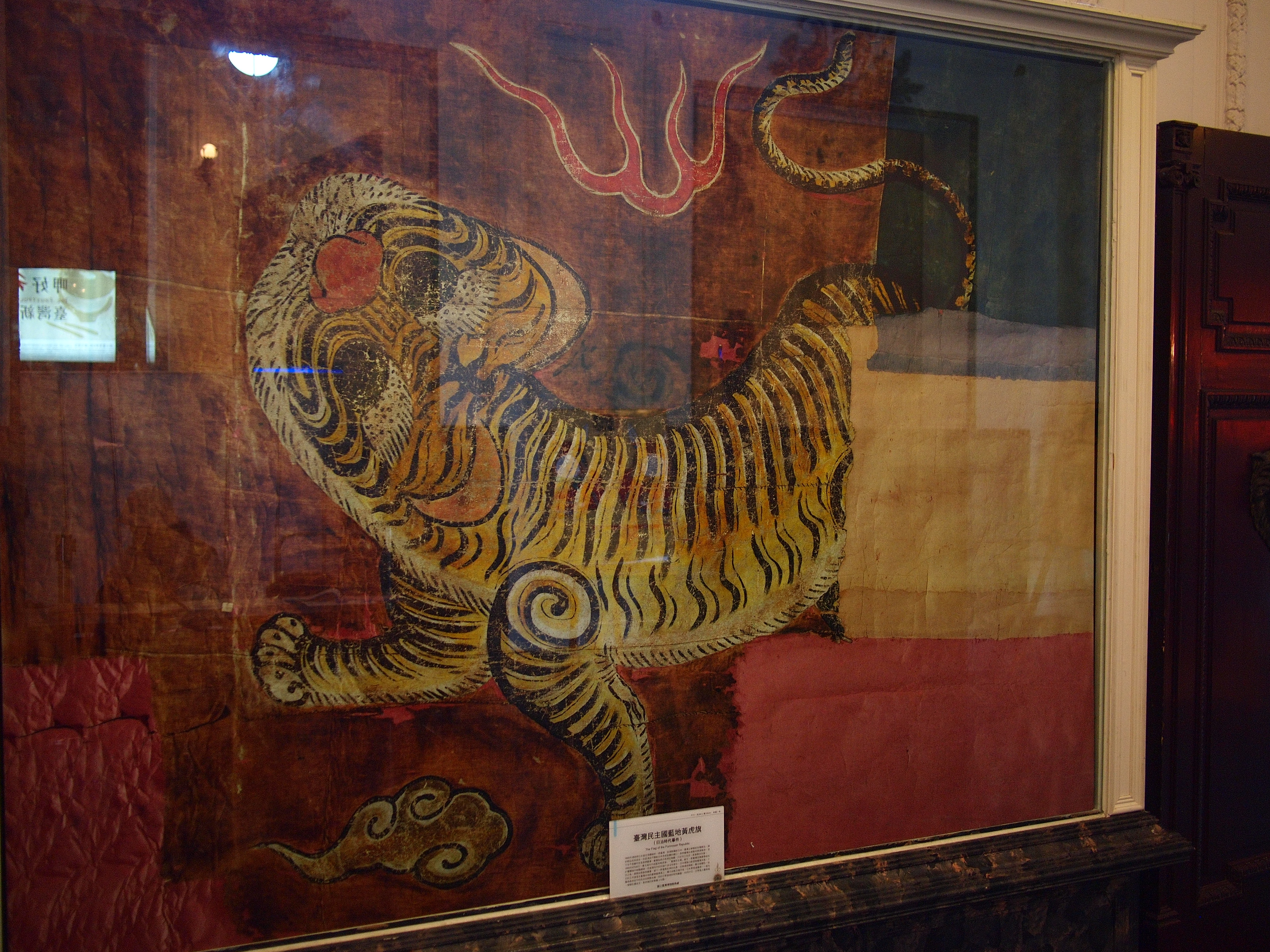
臺灣民主國國旗摹繪本
藍地黃虎旗（數位摹繪）

## 組織架構
- 館長
- 副館長
- 研究組
- 典藏管理組
- 展示企劃組
- 教育推廣組
- 秘書室
- 人事機構
- 主計機構[42]

## 參觀資訊
- 本館、土銀展示館、鐵道部園區

| 星期       | 開館時間   | 備註                           |
| ---------- | ---------- | ------------------------------ |
| 週一       | 公休       | 逢國定假日及連續假期均照常開館 |
| 週二至週日 | 9:30-17:00 | 除夕以及春節初一休館           |

- 南門園區

| 星期       | 開放時間                                             | 備註                                 |
| ---------- | ---------------------------------------------------- | ------------------------------------ |
| 週一       | 園區開放時間為6:00-22:00，展示館公休                 | 展示館逢國定假日及連續假期均照常開館 |
| 週二至週日 | 園區開放時間為6:00-22:00，展示館開放時間為9:30-17:00 | 除夕以及春節初一休館                 |

### 註解
1. ↑  文化部組織法 （页面存档备份，存于）.全國法規資料庫
2. ↑  國立臺灣博物館組織法 （页面存档备份，存于）.全國法規資料庫
3. ↑  中華民國文化部. . memory.culture.tw.   [2023-05-29]. （原始内容存档于2023-05-30） （中文（臺灣））.
4. ↑  中華民國文化部. . memory.culture.tw.   [2023-05-29]. （原始内容存档于2023-05-29） （中文（臺灣））.
5. ↑  . 1898-03-18.[]
6. ↑  台博館 （页面存档备份，存于），大事紀
7. ↑  陳其南、王尊賢. . 臺北市: 國立臺灣博物館. : 79. ISBN 978-986-02-1758-2.
8. ↑  中華民國文化部. . memory.culture.tw.   [2023-05-29] （中文（臺灣））.
9. ↑  中華民國文化部. . memory.culture.tw.   [2023-05-29] （中文（臺灣））.
10. ↑  中華民國文化部. . memory.culture.tw.   [2023-05-29]. （原始内容存档于2023-06-03） （中文（臺灣））.
11. ↑  中華民國文化部. . memory.culture.tw.   [2023-05-29]. （原始内容存档于2023-05-29） （中文（臺灣））.
12. ↑  中華民國文化部. . memory.culture.tw.   [2023-05-29] （中文（臺灣））.
13. ↑  中華民國文化部. . memory.culture.tw.   [2023-05-29]. （原始内容存档于2023-06-03） （中文（臺灣））.
14. ↑  中華民國文化部. . memory.culture.tw.   [2023-05-29] （中文（臺灣））.
15. ↑  . 國立臺灣博物館. （原始内容存档于2020-11-26）.
16. ↑  程佳惠. . 桃園縣: 國立中央大學歷史研究所碩士論文. 2001.
17. ↑  程佳惠. . 臺北市: 遠流出版事業股份有限公司. 2004.
18. ↑  中華民國文化部. . memory.culture.tw.   [2023-05-29]. （原始内容存档于2023-06-03） （中文（臺灣））.
19. ↑  漢寶德. . 國立臺灣博物館.   [2023-05-29]. （原始内容存档于2023-05-29） （中文（臺灣））.
20. ↑  . 典藏ARTouch.com. 2023-05-22  [2023-05-29]. （原始内容存档于2023-05-29） （中文（臺灣））.
21. ↑  李子寧. . 國立臺灣博物館. 2008 （中文（臺灣））.
22. ↑  . 非池中藝術網.   [2023-05-29]. （原始内容存档于2023-05-29）.
23. ↑  . 新南向政策.   [2023-05-29]. （原始内容存档于2023-05-29） （中文（臺灣））.
24. ↑  國立臺灣博物館. . 開放博物館.   [2023-05-29]. （原始内容存档于2023-06-03） （中文（繁體））.
25. ↑  趙靜瑜. . 中央社 CNA.   [2023-05-29]. （原始内容存档于2023-06-03） （中文（臺灣））.
26. ↑  國立臺灣博物館. . 2021-03-15  [2023-05-29]. （原始内容存档于2023-05-29） （中文（臺灣））.
27. ↑  . 非池中藝術網.   [2023-05-29]. （原始内容存档于2023-06-03）.
28. ↑  . 中華民國博物館學會. 2021-02-19  [2023-05-29]. （原始内容存档于2023-05-29） （中文（臺灣））.
29. ↑  中華民國文化部. . memory.culture.tw.   [2023-05-29]. （原始内容存档于2023-05-29） （中文（臺灣））.
30. ↑  . www.csie.ntu.edu.tw.   [2023-05-29]. （原始内容存档于2023-05-29）.
31. ↑   李乾朗. . 台北市: 玉山社. 2001. ISBN 957-8246-64-1.
32. ↑  . vocus.cc. 2019-11-30  [2023-05-29]. （原始内容存档于2023-05-29） （英语）.
33. ↑  . 國立臺灣博物館.   [2023-05-29]. （原始内容存档于2023-05-29） （中文（臺灣））.
34. ↑  國立臺灣博物館. . 臺灣博物館；你的博物館. 2012-05-22  [2023-05-29]. （原始内容存档于2023-05-29）.
35. ↑  . gpi.culture.tw.   [2023-05-29]. （原始内容存档于2023-06-22） （中文（繁體））.
36. ↑  . tlife.thsrc.com.tw.   [2023-05-29]. （原始内容存档于2023-05-29）.
37. ↑  .   [2013-12-05]. （原始内容存档于2013-12-12）.
38. ↑  用光說故事 羅伊真再獲照明金質獎 .   [2017年10月9日]. （原始内容存档于2017年10月10日）.
39. ↑  鐵道古蹟搶先看 臺博館鐵道部園區導覽開放報名 （页面存档备份，存于），文化部，2017-7-4
40. ↑  自由時報電子報. . 自由時報電子報. 2015-07-29  [2021-10-19]. （原始内容存档于2021-10-29） （中文（臺灣））.
41. ↑  .   [2013-12-23]. （原始内容存档于2013-12-24）.
42. ↑  組織架構 （页面存档备份，存于）.國立臺灣博物館

43.臺博館現況 https://www.facebook.com/share/1GE4nBvznn/?mibextid=wwXIfr
44.臺博發展
https://www.facebook.com/share/1XXPpzyD7j/?mibextid=wwXIfr
45.民眾評價
https://www.facebook.com/share/1CkNH8ovFD/?mibextid=wwXIfr

### 文獻
- 書籍

1. 臺灣博物館小檔案，和平鴿-台北二二八紀念館館訊，2005年6月30日，第47期：第一版。

- 網站

1. Mobile01景點分享 - 國立臺灣博物館（页面存档备份，存于）
2. 台灣總督府博物館·天后宮遺址（页面存档备份，存于）

## 外部連結
- .   [2019-01-19]. （原始内容存档于2020-08-13）.
- 國立臺灣博物館-文化部文化資產局 （页面存档备份，存于）